# Refleksivitet
Refleksivitet er et sociologisk begreb, der bruges til at beskrive en tendens hos det moderne menneske, som er opstået i forlængelse af den kulturelle frisættelse. Begrebet bruges bl.a. af Thomas Ziehe og Anthony Giddens.
Refleksivitet, der i sin oprindelse betyder noget med genspejling, hentydes der til, at noget spejler sig i noget andet - eller at forskellige fænomener på en eller anden måde spejler sig i hinanden. 

## Refleksivitet og refleksion
Der diskuteres ofte, at anvendelsen af betegnelserne 'refleksivitet' og 'refleksion' mere signalerer en bestemt moderne kvalitet end den tydeliggør noget som helst. Ikke desto mindre refererer 'refleksivitet' og 'refleksion' til en række ganske påtrængende og væsentlige forhold ved de moderne samfund (modernitet).
For det første refererer refleksivitet til den opfattelse, at den praktiske indretning af virkeligheden på en eller anden måde tager form af vores diskurser om den. Den engelske sociolog Anthony Giddens hævder således, at de termer der indføres for at beskrive samfundslivet, rent rutinemæssigt optages af det og forandrer det. For eksempel slår viden eller diskurser om sundhed tilbage på den måde samfundet og den enkelte indretter sig med hensyn til kostvaner, motion, etc. I denne tankegang betragtes mennesket således som en størrelse, der vælger rammerne for sine handlinger og måske tillige kan vælge sin egen identitet eller i hvert fald livsstil.
For det andet bringes vi som mennesker ustandseligt i en situation, hvor vi skal forholde os refleksivt, det vil i denne forbindelse sige eftertænksomt overvejende til et givent fænomen, og vores forhold til det.
Dette medfører mulighed for begrundelse for ens handlinger, der ofte er vigtig for de sociale relationer man indgår i. Denne proces bliver i stigende grad en opgave for uddannelsessystemet, hvor sproget udvikles med henblik på at udveksle produkter af denne refleksivitet.

## Reference
1. ↑  Giddens, Anthony (1994)Intimitetens Forandring, Hans Reitzel.